# Alfred Hufeld
Alfred Hufeld (* 7. November 1910 in Halle (Saale); † 23. Dezember 2009 in Herne) war ein deutscher Kommunalbeamter und Politiker der SPD. Er war der letzte Oberstadtdirektor der kreisfreien Stadt Wanne-Eickel.

## Leben und Beruf
Hufeld legte 1930 sein Abitur ab und studierte Rechts- und Staatswissenschaften an der Universität Köln. 1935 legte er das erste, 1939 das zweite juristische Staatsexamen ab. Danach übernahm er eine Stelle als Regierungsassessor im Geschäftsbereich des Reichsarbeitsministeriums. Von 1941 bis 1943 arbeitete er beim Landesarbeitsamt Ostpreußen, dort stieg er zum Regierungsrat auf.
Seinen Militärdienst leistete Hufeld im Zweiten Weltkrieg, zuletzt hatte er den Rang eines Oberleutnants inne. Er geriet hierbei in Kriegsgefangenschaft, aus der er am 4. Januar 1946 entlassen wurde.
1946 ließ sich Hufeld in Heide nieder. Dort absolvierte er zunächst eine Lehre zum Maurer, nach zwei Jahren nahm er eine Tätigkeit am dortigen Arbeitsamt auf.
Hufeld war verheiratet, aus der Ehe gingen zwei Kinder hervor.

## Politik
1950 wurde Hufeld zum ersten Stadtrat und Syndikus der Stadt Geesthacht berufen. 1958 wurde er zum hauptamtlichen Bürgermeister der Stadt gewählt.
Am 1. Januar 1960 übernahm er das Amt des Oberstadtdirektors in Wanne-Eickel. In seiner Amtszeit erfolgte der Bau von zehn neuen Schulen sowie des Westfälisch-Märkischen Studieninstituts. In dieser Zeit gehörte er dem Personalausschuss des Deutschen Städtetages Nordrhein-Westfalen an und war dessen Vorsitzender. Zudem gehörte er dem Vorstand und dem Presse- und Schulausschuss des Städtetages Nordrhein-Westfalen an. 1966 wählte ihn die Arbeitsgemeinschaft der Kommunalen Spitzenverbände zum Vorsitzenden der Leitstelle der Studieninstitute für kommunale Verwaltung.
Zum 31. Dezember 1974 endete seine Amtszeit als Oberstadtdirektor mit der Auflösung der Stadt Wanne-Eickel und Eingliederung in die neue Stadt Herne. Dort war er bis zum 14. Juli 1975 als Beauftragter für die Wahrnehmung der Aufgaben des Gemeindedirektors zuständig, seine Amtsbezeichnung lautete weiterhin Oberstadtdirektor. Danach war er noch für eine kurze Zeit Stadtdirektor der neuen Stadt Herne, ehe er am 30. September 1975 in Pension ging.

## Ehrungen
- Bundesverdienstkreuz 1. Klasse, verliehen 1973